# Tibouchina paleacea
Tibouchina paleacea är en tvåhjärtbladig växtart som först beskrevs av José Jéronimo Triana och Carl Friedrich Philipp von Martius, och fick sitt nu gällande namn av Célestin Alfred Cogniaux. Tibouchina paleacea ingår i släktet Tibouchina och familjen Melastomataceae. Inga underarter finns listade i Catalogue of Life.